# Primaire présidentielle écologiste française de 2011
La primaire présidentielle écologiste française de 2011 est l'élection du candidat d'Europe Écologie Les Verts (EELV) à l'élection présidentielle française de 2012. Elle se déroule en juin et juillet 2011. Les résultats du premier tour sont publiés le 29 juin 2011 et conduisent à un second tour opposant Eva Joly et Nicolas Hulot. Les résultats de celui-ci sont proclamés le 12 juillet 2011 et voient la victoire d'Eva Joly.

## Modalités du scrutin
Les candidatures pour la représentation du parti écologiste à l'élection présidentielle sont déposées avant le 15 mai 2011. Puis, le scrutin s'organise à partir du 16 juin jusqu'au 23 juin pour ceux votant par Internet et jusqu'au 24 pour ceux votant par courrier, afin de départager les quatre candidats : Nicolas Hulot, Eva Joly, Stéphane Lhomme et Henri Stoll. Le résultat du 1er tour est publié le 29 juin 2011 et celui du second tour (tenu du 1er juillet au 9 juillet) le 12 juillet 2011.
Ces primaires sont une première pour le parti Europe Écologie Les Verts, même si Les Verts ont présenté un candidat à chaque précédente élection présidentielle depuis 1988 (ainsi qu'avant la création des Verts, en 1974 et 1981), il y eut recours à un vote militant pour les élections précédentes.
Le vote est cette fois-ci étendu à l'ensemble des sympathisants de la coopérative EELV et du Mouvement écologiste indépendant, entre autres. En effet les conditions sont, dès 16 ans, sans condition de nationalité, de signer deux chartes et de s'y inscrire avant le 10 juin 2011, moyennant la somme de 10 euros. Parmi ces inscrits, au nombre de 32 896, on peut compter 14153 adhérents d'EELV (recensés au dernier congrès décentralisé), 17 000 « coopérateurs » et un nombre de membres du MEI.
En prenant cette mesure du corps électoral, la participation atteint finalement 77,3% au premier tour, 25437 votes sont ainsi envoyés, un peu plus que les 25000 prévus par un organisateur.

## Candidats
| Nom et fonctions | Nom et fonctions | Notes |
| ---------------- | --- | --- |
| Eva Joly         | Eva Joly, 67 ans Députée européenne                                                                                  | Eva Joly annonce dès août 2010 son intention de se présenter à l'élection présidentielle de 2012. Soutenue par : Julien Bayou, Björk, Marie-Christine Blandin, Pascal Canfin, Yves Contassot, Karima Delli, François de Rugy, Yannick Jadot, Alain Lipietz, Noël Mamère, Caroline Mécary, Michèle Rivasi, Dominique Voynet, Hélène Flautre, François Alfonsi, Lucile Schmid, Andrée Buchmann.                                                                                                   |
| Nicolas Hulot    | Nicolas Hulot, 56 ans Ancien président de la Fondation Nicolas-Hulot                                                 | Nicolas Hulot, présentateur-vedette de TF1 et écologiste médiatique, non membre d'EELV, annonce sa candidature le 13 avril 2011. Soutenu par : Marie-Hélène Aubert, Danielle Auroi, Denis Baupin, Daniel Béguin, Sandrine Bélier, Jean-Paul Besset, Allain Bougrain-Dubourg, José Bové, Jean-Marc Brûlé, Yves Cochet, Jean Desessard, Gérard Feldzer, Stéphane Hessel, Marie-Anne Isler-Béguin, Jean Jouzel, Augustin Legrand, Emmanuelle Cosse, Éric Loiselet, Étienne Tête, Antoine Waechter. |
| Stépahen Lhomme  | Stéphane Lhomme, 45 ans Président de l'Observatoire du nucléaire - Ancien porte-parole du Réseau sortir du nucléaire | Stéphane Lhomme annonce sa candidature le 8 avril 2011. Opposé à une candidature de Nicolas Hulot, auquel il refuse la qualité d'écologiste (il se définit comme le « candidat anti-Hulot »). Il n'est pas membre d'EELV. Soutenu par : Eugène Riguidel |
|                  | Henri Stoll, 54 ans Maire de Kaysersberg et Conseiller général du Haut-Rhin                                          | Henri Stoll annonce en 2010 être candidat à l'investiture pour « montrer qu’il n’y a pas besoin d’être adoubé par Cohn-Bendit pour faire un candidat correct ». |

### Personnalités ayant renoncé à se présenter
- Yves Cochet, député de Paris, arrivé deuxième (derrière Dominique Voynet) lors des primaires de 2006, a annoncé le 28 avril 2010 que « si ni Daniel Cohn-Bendit ni Nicolas Hulot ne sont candidats, il y aura des primaires » et qu'il porterait sa candidature à la candidature[6]. En avril 2011, Yves Cochet annonce son soutien à la candidature, désormais déclarée, de Nicolas Hulot[7].
- Daniel Cohn-Bendit[8], député européen, a annoncé en 2009 que la présidentielle de 2012 ne l'intéressait pas. N'étant pas titulaire de la nationalité française, il n'était de toute façon pas éligible.
- Cécile Duflot, secrétaire nationale des Verts, a déclaré au Nouvel Observateur, en août 2010, qu'elle ne ressentait pas l'envie d'être candidate à la présidentielle, qu'elle ne pensait pas en avoir les épaules, préférant éventuellement un ticket Joly-Duflot (Président-Premier ministre)[9].

### Personnalités n'ayant pas réussi à se présenter
Les deux candidats suivants n'ont pas été validés car ils ont réuni moins de 200 parrainages d'adhérents ou de coopérateurs :
- Louisa Benzaïd, cadre financier, avait annoncé sa candidature le 14 avril 2011. Elle souhaitait représenter les habitants des « cités »[10]. Elle avait déjà été candidate aux législatives de 2007 ("candidature citoyenne"), tête de liste aux municipales de 2008 à Woippy, en Lorraine, et candidate Europe Écologie Les Verts aux cantonales de 2011[11].
- Moncef Kdhir, maître de conférences à l’Institut d'études politiques de Lyon et avocat au barreau de Lyon, avait annoncé sa candidature en janvier, sans que beaucoup d'écho en résulte. Il souhaitait porter la voix des « sans-voix » et imposer l’abolition des privilèges liés à l'activité politique en imposant des règles strictes sur le cumul ou le renouvellement des mandats[12].

## Résultats
Les résultats du 1er tour ont été publiés le 29 juin 2011 et ceux du 2d tour le 12 juillet 2011. À l'issue de ce processus des primaires, Eva Joly est officiellement investie candidate d'Europe Écologie Les Verts pour l'élection présidentielle de 2012.
| Candidats     | Candidats        | Étiquette        | Premier tour | Premier tour | Second tour | Second tour |
| Candidats     | Candidats        | Étiquette        | Voix         | %            | Voix        | %           |
| ------------- | ---------------- | ---------------- | ------------ | ------------ | ----------- | ----------- |
|               | Eva Joly         | EELV             | 12 571       | 49,74        | 13 223      | 58,16       |
|               | Nicolas Hulot    | SE               | 10 163       | 40,22        | 9 399       | 41,34       |
|               | Henri Stoll      | EELV             | 1 269        | 5,02         |             |             |
|               | Stéphane Lhomme  | SE               | 1 172        | 4,64         |             |             |
|               | Bulletins blancs | Bulletins blancs | 94           | 0,37         | 112         | 0,49        |
|               |                  |                  |              |              |             |             |
| Inscrits      | Inscrits         | Inscrits         | 32 896       | 100          | 32 896      | 100         |
| Participation | Participation    | Participation    | 25 437       | 77,33        | 22 896      | 69,49       |
| Abstention    | Abstention       | Abstention       | 7 408        | 22,67        |             |             |
| Exprimés      | Exprimés         | Exprimés         | 25 274       | 99,36        |             |             |
| Nuls          | Nuls             | Nuls             | 163          | 0,64         |             |             |

À la suite des résultats du premier tour, Stéphane Lhomme signale qu'il n'appelle pas à voter pour Eva Joly, cette dernière ayant proposé à Nicolas Hulot un poste important durant la campagne.

## Sondages
La marge d'erreur de ces sondages est estimée à 4,5 % pour 500 personnes interrogées, 3,2 % pour 1 000, 2,2 % pour 2 000 et 1,6 % pour 4 000.
| Sondeur  | Date de réalisation       | Ensemble des Français (E) ou Sympathisants écologistes (S) | Taille du panel | Eva Joly | Nicolas Hulot | Aucun des deux | Ne sait pas |
| -------- | ------------------------- | ---------------------------------------------------------- | --------------- | -------- | ------------- | -------------- | ----------- |
| IFOP     | 3 au 4 février 2011       | E                                                          | 1 007           | 30 %     | 61 %          | 6 %            | 2 %         |
| IFOP     | 3 au 4 février 2011       | S                                                          | NC              | 34 %     | 64 %          | 1 %            | 0 %         |
| LH2      | 4 au 5 février 2011       | E                                                          | 955             | 16 %     | 35 %          | 43 %           | 6 %         |
| LH2      | 4 au 5 février 2011       | S                                                          | NC              | 22 %     | 51 %          | 22 %           | 5 %         |
| IFOP     | 31 mars au 1er avril 2011 | E                                                          | 1 016           | 28 %     | 60 %          | -              | 12 %        |
| IFOP     | 31 mars au 1er avril 2011 | S                                                          | NC              | 32 %     | 66 %          | -              | 2 %         |
| Viavoice | 16 juin au 18 juin 2011   | E                                                          | 1 005           | 26 %     | 52 %          | -              | 22 %        |
| Viavoice | 16 juin au 18 juin 2011   | S                                                          | 133             | 28 %     | 63 %          | -              | 9 %         |